# Ȧ
Ȧ, bzw. ȧ, ist ein Buchstabe des lateinischen Schriftsystems, das sich vom Buchstaben A ableitet mit einem Punkt darüber. Es wird gelegentlich als ein lautliches Symbol für tiefgesprochene Vokale verwendet. Es wird in der livischen Sprache verwendet.

## Darstellung auf dem Computer
Unicode enthält das Ȧ an den Codepunkten U+0226 (Großbuchstabe) und U+0227 (Kleinbuchstabe).